# 布拉德福德 (印第安納州)
布拉德福德（英語：Bradford）是位於美國印地安納州哈里森縣的一個非建制地區。